# Walter von Molo

Walter von Molo, 1923

Walter Reichsritter von Molo (* 14. Juni 1880 in Sternberg, Österreich-Ungarn; † 27. Oktober 1958 in Hechendorf bei Murnau am Staffelsee) war ein deutscher Schriftsteller mährisch-österreichischer Herkunft.

## Leben
Von Molo, der aus einer lombardischen Adelsfamilie stammte, wuchs in Wien auf. Er war der Urenkel von Emil von Hessen-Darmstadt. Sein älterer Bruder war der Schriftsteller Hans von Molo, der unter dem Pseudonym Hans Hart (1878–1941) publizierte. Nach der Schulzeit im Realgymnasium Schottenbastei studierte er an der Technischen Hochschule Wien Maschinenbau und Elektrotechnik. Während seines Studiums wurde er Mitglied der Burschenschaft Eisen/Vandalia Wien, aus der er später jedoch wieder austrat. 1906 heiratete er Rosa Richter (1882–1970); die Ehe wurde 1925 geschieden. Er arbeitete bis 1913 als Ingenieur im Wiener Patentamt. Kurz vor Ausbruch des Ersten Weltkriegs übersiedelte von Molo nach Berlin, da er sich, durch seine bayerischen Eltern geprägt, mehr als Deutscher fühlte. In Berlin war er ausschließlich als Schriftsteller tätig und wurde während des Ersten Weltkrieges, an dem er als kriegsdienstuntauglich nicht teilnahm, landesweit bekannt. Mit Unterstützung seines Freundes Gustav Stresemann erhielt von Molo, dem 1919 durch das Adelsaufhebungsgesetz der Adelstitel Ritter von entzogen worden war, 1920 die preußische und damit die deutsche Staatsbürgerschaft. In den zwanziger Jahren trat von Molo zum protestantischen Glauben über. Er war ab 1930 in zweiter Ehe mit Anneliese geb. Mummenhoff (1903–83) verheiratet.
Der Schauspieler Gedeon Burkhard ist sein Urenkel.

## Werk und Berufstätigkeit

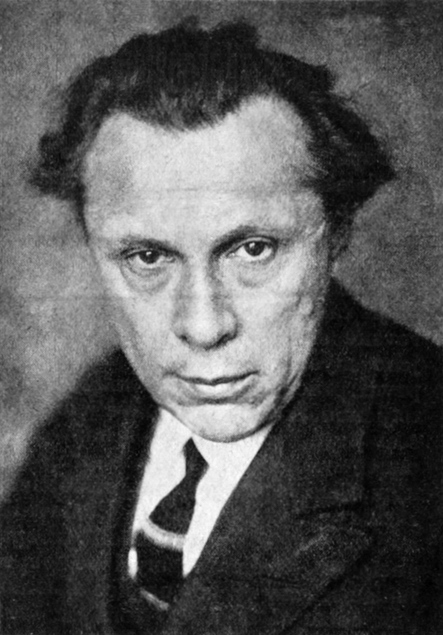
Walter von Molo, 1930

Von Molo begann als Ingenieur mit technischen Publikationen, etwa als Redakteur der „Österreichischen Wochenschrift für den öffentlichen Baudienst“ und der „Zeitschrift für Berg- und Hüttenwesen“. Er war Mitautor von zwei Aufsätzen über Patentanmeldungen und den Tacho bei Autos („Geschwindigkeitsmesser an Automobilen“).
Seine kurz nach dem Ersten Weltkrieg veröffentlichten Werke erzielten Rekordauflagen und machten ihn zu einem der populärsten deutschsprachigen Autoren der ersten Hälfte des 20. Jahrhunderts, wozu seine Biographien über Friedrich Schiller (1912–1916), Friedrich II. von Preußen (Fridericus) und Prinz Eugen beitrugen. Von Molo gilt als einer der bekanntesten Autoren des Max Koch Verlags, der die ‚Schöne Literatur‘ mit Autoren wie Artur Brausewetter, Paul Burg und Alexander von Gleichen-Rußwurm pflegte.
Daneben schrieb von Molo aber auch Romane wie Ein Volk wacht auf (1918–1921). Alle seine Werke zeigten eine deutschnationale Einstellung, die sich auch durch die Niederlage Deutschlands und den Zusammenbruch der Donaumonarchie erklären lässt. Wirtschaftspolitisch und gesellschaftlich betonte von Molo die Individualrechte und sprach sich gegen staatliche Beschränkungen der Meinungsfreiheit aus (Friedrich Staps 1918, Ein Deutscher ohne Deutschland 1931). Ebenso entschieden wie gegen die Rheinlandbesetzung durch französische Truppen trat von Molo jedoch für die Schriftsteller Remarque und Heinrich Mann ein. Entgegen antisemitischen Äußerungen hatte von Molo keine jüdischen Vorfahren, als bekennender Kriegsgegner, Verteidiger der Juden und ihrer Gleichberechtigung in der deutschen Gesellschaft wurde er wiederholt zur Zielscheibe des Hasses der organisierten Antisemiten.
Von Molo war Mitbegründer des deutschen PEN-Clubs und ab dem Gründungsjahr 1926 Mitglied der Preußischen Akademie der Künste. Ab 1928 war er Vorsitzender der Sektion Dichtung innerhalb der Preußischen Akademie der Künste, der auch Thomas Mann und Heinrich Mann angehörten; das unbezahlte Ehrenamt begriff er als gesellschaftliche, kulturelle und soziale Aufgabe. Eine im engeren Sinne politische Position bezog von Molo nicht, verkehrte allerdings freundschaftlich mit den führenden Politikern seiner Zeit wie Gustav Stresemann, Paul Löbe, Friedrich Ebert und Otto Braun.

## Verhältnis zum Nationalsozialismus
Nach der Machtergreifung der Nationalsozialisten drohte von Molo trotz bereitwilliger Unterzeichnung einer Ergebenheitsadresse am 15. März 1933 der Ausschluss aus der Sektion Dichtung der Preußischen Akademie der Künste. Diesen Ausschluss verhinderte nur ein persönliches Einschreiten über das preußische Kultusministerium. Eine Emigration lehnte von Molo – auch als seine beiden Kinder Trude und Conrad das Land verlassen hatten – ab und zog sich mit seiner Ehefrau nach Murnau am Staffelsee auf ein einige Jahre zuvor erworbenes Gehöft zurück. Von Molo legte sämtliche Ehrenämter nieder und blieb lediglich gemeinsam mit unter anderem Max Planck, Eduard Spranger und Carl Jacob Burckhardt im parteipolitisch unbeachteten Vorstand der Weimarer Goethe-Gesellschaft.
Obgleich sich von Molo nicht öffentlich gegen die nationalsozialistische Regierung äußerte und im Oktober 1933 zum Nachweis seiner Staatstreue ein Gelöbnis treuester Gefolgschaft für Adolf Hitler mitunterzeichnete, ließen Angriffe des Kulturpolitikers und Schriftstellers Arnolt Bronnen und verschiedener NS-Propagandaorgane gegen ihn nicht nach, von Molos Theaterstücke wurden nicht mehr gespielt, seine Bücher kaum noch besprochen, sein Luther-Roman und einige Schriften über Friedrich den Großen galten als unerwünscht. Er fand nur schwer Verleger und musste sich wirtschaftlich deutlich einschränken. Sein Roman Fridericus (1918) wurde allerdings 1936 von Johannes Meyer unter dem gleichen Titel verfilmt, und Molo schrieb zusammen mit Erich Kröhnke das Drehbuch. Politisch äußerte er sich 1938, als er den „Anschluss Österreichs“ und seiner böhmischen Geburtslande bejubelte. Im gleichen Jahr fand das erste der von Joseph Goebbels als Schaulauf der nationalsozialistischen Literaturprominenz konzipierten Weimarer Dichtertreffen statt, zu denen auch von Molo geladen wurde. Goebbels ließ manchmal auch gezielt Schriftsteller zu den Treffen laden, die dem Regime eher fernstanden.
In den folgenden Jahren, insbesondere während des Krieges, empfand sich von Molo als ausgegrenzt und beobachtet. Da seine Werke nicht als bedeutend galten, wurden sie, angeblich aus Papiermangel, nicht mehr gedruckt, und Molos Schaffen beschränkte sich auf kulturgeschichtliche Zeitungsbeiträge. Aus Angst vor Hausdurchsuchungen versenkte er einen großen Teil der Werke seiner inzwischen ausgewanderten oder inhaftierten Kollegen und seinen Briefwechsel mit Stefan Zweig im Gartenteich.

## Nachkriegszeit
Von Molo und andere Schriftsteller, die während der Zeit des Nationalsozialismus in Deutschland geblieben waren, prägten in der Nachkriegszeit den Begriff der „inneren Emigration“. Nach Kriegsende forderte von Molo alle deutschen Exilschriftsteller auf, nach Deutschland zurückzukommen und sich dem herrschenden Elend zu stellen; er löste damit eine heftige öffentliche Debatte über die Bewertung der Emigrationsliteratur und der ausgewanderten Schriftsteller aus.
Am 4. August 1945 schrieb von Molo in der Hessischen Post einen Offenen Brief an Thomas Mann: „Ihr Volk, das nunmehr seit einem Dritteljahrhundert hungert und leidet, hat im innersten Kern nichts gemein mit den Missetaten und Verbrechen.“ Thomas Mann antwortete darauf, dass Bücher, „die von 1933 bis 1945 in Deutschland überhaupt gedruckt werden konnten, weniger als wertlos“ seien.
Von Molo löste damit eine heftige Kontroverse unter den „inneren Emigranten“ und den „Exil-Schriftstellern“ aus. Er behauptete, dass Schriftsteller, die jahrelang nicht in Deutschland gelebt haben, das Recht verwirkt hätten, sich zum Schicksal Deutschlands zu äußern.
Anlässlich seines siebzigsten Geburtstages wurde von Molo noch einmal in der Öffentlichkeit gewürdigt, unter anderem durch die zurückgekehrten Emigranten Alfred Döblin und Alfred Kantorowicz. Er konnte allerdings nicht mehr an seine früheren schriftstellerischen Erfolge anknüpfen. Als Ehrenvorsitzender der deutschen Schriftstellerverbände setzte er sich für eine Verbesserung der sozialen Lage freischaffender Künstler ein. Von Molo starb am 27. Oktober 1958. Seine Urne wurde auf seinem Grundstück, dem heutigen Molo-Park in Murnau, beigesetzt, wo ein Grabstein an ihn erinnert.

## Werke (in Auswahl)

### Erzählungen und Romane
- Wie sie das Leben zwangen, Roman, Vita Berlin 1906, Neuauflage 1926
- Klaus Tiedemann, der Kaufmann, 1908. Überarbeitete Auflage unter dem Titel Lebenswende, 1918
- Im Titanenkampf. Ein Schillerroman, 1913
- Der Hochzeitsjunker. Ein Rennroman, 1913
- Die Freiheit. Ein Schillerroman, 1914
- Der Große Fritz im Krieg, 1917
- Schiller in Leipzig, 1917
- Die ewige Tragikomödie. Novellistische Studien 1906-1912, 1917
- Fridericus, Erster Roman der Trilogie Ein Volk wacht auf, 1918
- Luise, Zweiter Roman der Trilogie Ein Volk wacht auf, 1919
- Das Volk wacht auf, Dritter Roman der Trilogie Ein Volk wacht auf, 1921
- Hans Amrung und seine Frau, Der Grosse Fritz im Krieg (2 Erzählungen), Mosaik Verlag, Berlin 1922
- Auf der rollenden Erde, Roman, 1923
- Vom alten Fritz. 4 Erzählungen aus dem Leben des großen Königs, 1924
- Bodenmatz, Roman, 1925
- Im ewigen Licht, Roman, 1926
- Die Legende vom Herrn, 1927
- Hans Amrung und seine Frau und andere Novellen, 1927
- Das wahre Glück, Roman, 1928
- Mensch Luther, Roman, 1928
- Die Scheidung. Ein Roman unserer Zeit, 1929
- Ein Deutscher ohne Deutschland. Ein Friedrich-List-Roman, 1931
- Holunder in Polen, Roman, 1933
- Der kleine Held, Roman, 1934
- Eugenio von Savoy. Heimlicher Kaiser des Reichs, Roman, 1936
- Geschichte einer Seele, 1938
- Das kluge Mädchen, Roman, 1940
- Der Feldmarschall, 1940
- Sie sollen nur des Gesetzes spotten, Erzählungen, 1943
- Im Sommer. Eine Lebenssonate, 2 Erzählungen, 1943
- Der Menschenfreund, Roman, 1948
- Die Affen Gottes. Roman der Zeit, 1950
- Ein Stern fiel in den Staub – Heinrich von Kleist, 1958

### Bühnenstücke
- Das gelebte Leben, Drama in 4 Akten, 1911
- Die Mutter, Drama in 4 Akten, 1914
- Der Infant der Menschheit, Drama in 3 Akten, 1916
- Die Erlösung der Ethel, Tragödie in 4 Aufzügen, 1917
- Friedrich Staps. Ein deutsches Volksstück in 4 Aufzügen, 1918
- Der Hauch im All, Tragödie in 3 Aufzügen, 1918
- Die helle Nacht, Schauspiel in 3 Aufzügen, 1920
- Till Lausebums, Romantisches Lustspiel in 3 Aufzügen, 1921
- Lebensballade, Ein Schauspiel in 12 Szenen, 1924
- Ordnung im Chaos, Schauspiel in 8 Bildern, 1928
- Friedrich List. Ein deutsches Prophetenleben in 3 Aufzügen, 1934

### Drehbücher und Vorlagen
- Luise, Königin von Preußen (D, 1931) unter der Regie von Carl Froelich, mit Henny Porten, Gustaf Gründgens u. a.
- Fridericus (D, 1936), unter der Regie von Johannes Meyer, mit Otto Gebühr, Hilde Körber, Lil Dagover, Agnes Straub, Käthe Haack u. a.
- Der unendliche Weg (D, 1942/43), unter der Regie von Hans Schweikart, mit Eugen Klöpfer, Eva Immermann, Hedwig Wangel, Alice Treff u. a.

### Hörspiele
- 1926: Till Lausebums. Ein romantisches Lustspiel in drei Aufzügen – Produktion: Nordische Rundfunk AG; Regie: Hans Hansen; Erstsendung: 18. Dezember 1926; Livesendung ohne Aufzeichnung.

Sprecher u. a.
- Konrad Gebhardt: Till Lausebums
- Karl Pündter: Der Bürgermeister
- Claire Goericke: Lilli, dessen Tochter
- Walter Schneider: Der Steueramtsdirektor
- Ferdinand Krantz: Georg, dessen Sohn
- Hans Freundt: Der Küster

### Sonstige Schriften
- mit Gottfried Dimmer: Wie mache ich eine österreichische Patentanmeldung?, Eine Anleitung zur Herstellung von Patentunterlagen. Verlag von Manzsche, Wien. 1905
- Geschwindigkeitsmesser an Automobilen, 1907
- Deutsches Volk. Ein Flugblatt in jedes Haus, 1914
- Als ich die bunte Mütze trug. Deutsch-österreichische Studenten-Erinnerungen, 1914
- An unsere Seelen. Drei Flugblätter auf das Kriegsjahr 1914-1915, 1915
- Deutschland und Oesterreich. Kriegsaufsätze, 1915
- Deutsch sein heißt Mensch sein! Notschrei aus deutscher Seele, 1915
- An Frederik van Eeden und Romain Rolland. Offener Brief, 1915
- Sprüche der Seele, 1916
- Im Schritt der Jahrhunderte. Geschichtliche Bilder, 1917
- Italien. Erlebnisse Deutscher in Italien, 1921
- Im Zwielicht der Zeit. Bilder aus unseren Tagen, 1922
- Der deutschen Jugend gesagt, 1929
- Zwischen Tag und Traum. Gesammelte Reden und Aufsätze, 1930
- Deutsche Volksgemeinschaft. Ansprache am 22. März 1932 in Weimar, 1932
- Wie ich Deutschland möchte. Eine Rede über Friedrich List, 1932
- Lob des Leides, 1947
- Zu neuem Tag. Ein Lebensbericht, 1950
- So wunderbar ist das Leben. Erinnerungen und Begegnungen, 1957
- Wo ich Frieden fand. Erlebnisse und Erinnerungen, 1959